# Эвакуация в Ленинграде
Эвакуа́ция в Ленингра́де — ряд организационных мер и действий, направленных на перемещение людей, предприятий, институтов и учреждений, материальных и культурных ценностей из Ленинграда в безопасные регионы страны в годы Великой Отечественной войны, в том числе в период блокады города.

## Эвакуация
После начала войны года Совет по эвакуации при Совнаркоме СССР начал подготовку к эвакуации в Ленинграде. 27 июня 1941 года на бюро горкома и обкома ВКП(б) был рассмотрен вопрос о создании Ленинградской городской эвакуационной комиссии и утверждено решение о её создании. В конце июня в каждом районе города работали эвакуационные комиссии.
В середине июля стали известны планы гитлеровцев о стремительном захвате Москвы и Ленинграда. В город нахлынули беженцы из Ленинградской области, Прибалтики и Карелии, их нужно было размещать и также готовить к эвакуации. Часть жителей не планировала оставлять город, кто-то стремился уехать как можно быстрее, многие сомневались, какое из решений принять. В обстановке всеобщей неразберихи, а порой и паники, а также плохой организации планы по эвакуации жителей реализовывались медленно.
Первыми из Ленинграда вывозили детей, часть из которых первоначально разместили в пионерских лагерях, располагавшихся в пригороде Ленинграда. Эшелон с 15192 детьми, а также ещё более 160 тысяч детей вернулись обратно в город, так как туда стремительно приближался фронт. Взрослое население предполагалось вывозить в августе 1941 года, но наступление фашистов помешало планам: с 27 августа Ленинград потерял связь со страной — железнодорожный путь был перекрыт.

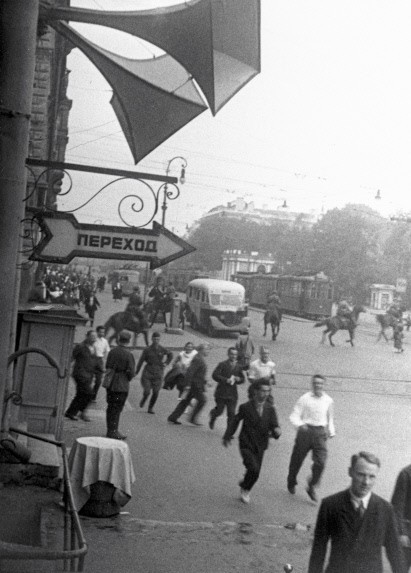
24 июня 1941. Воздушная тревога.

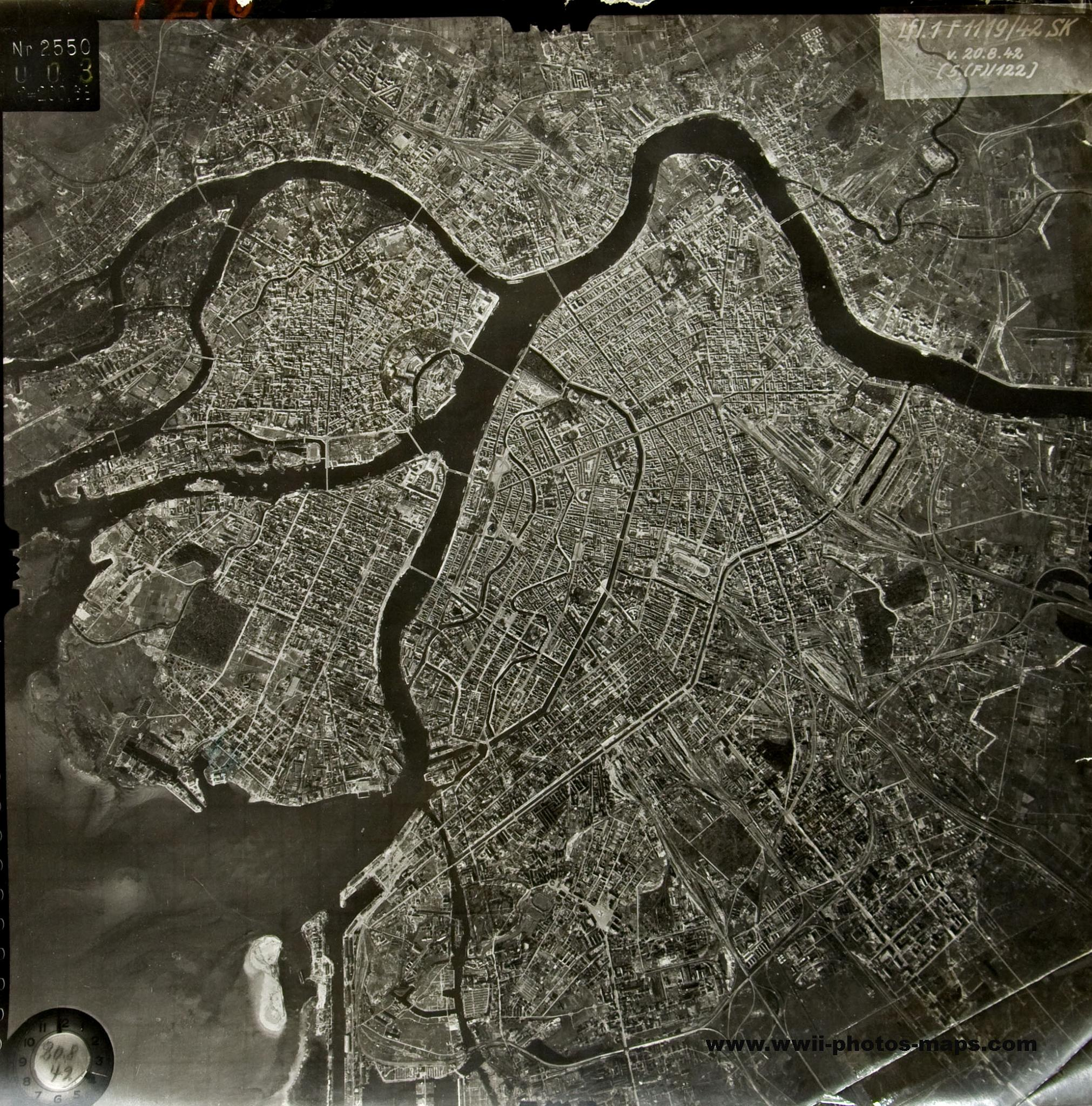
Блокада Ленинграда, Немецкая аэрофотосъёмка.

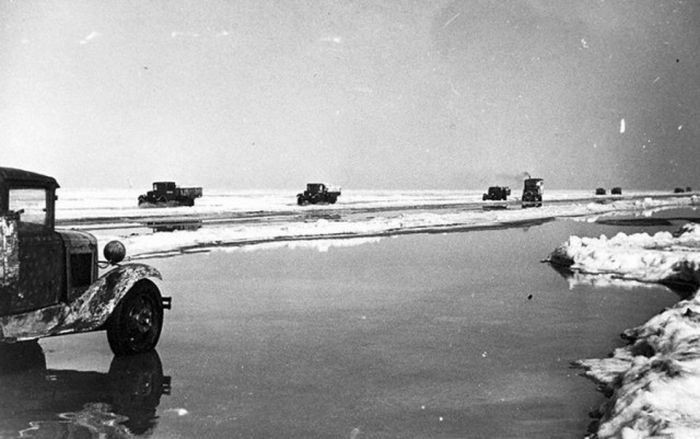
«Дорога жизни». Ладожское озеро"

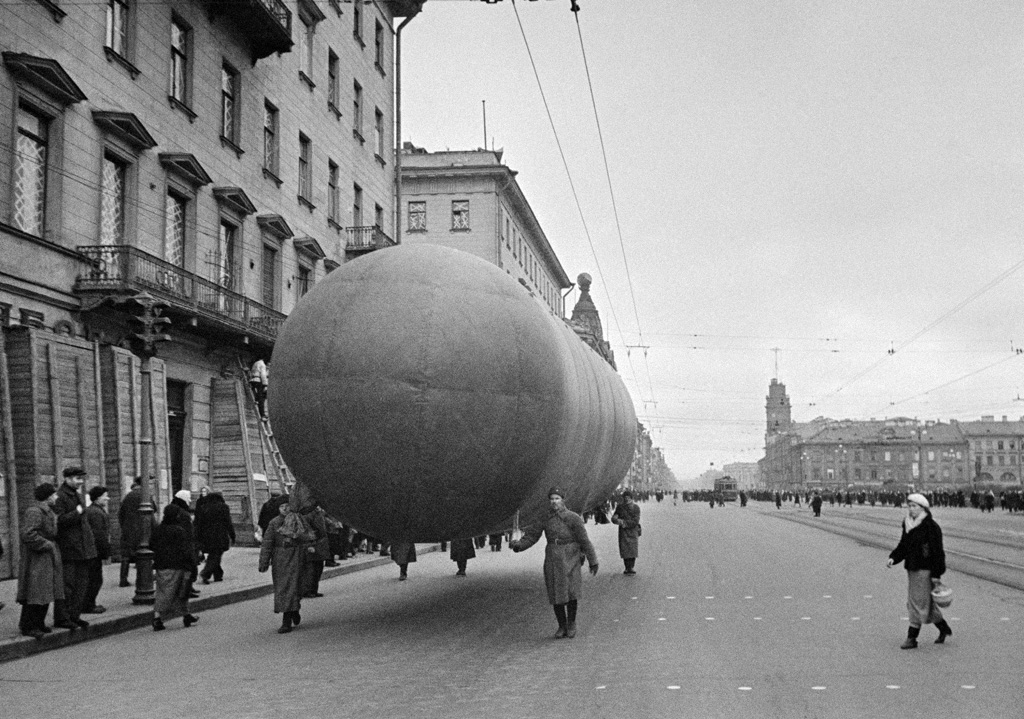
Аэростаты на улицах Ленинграда.

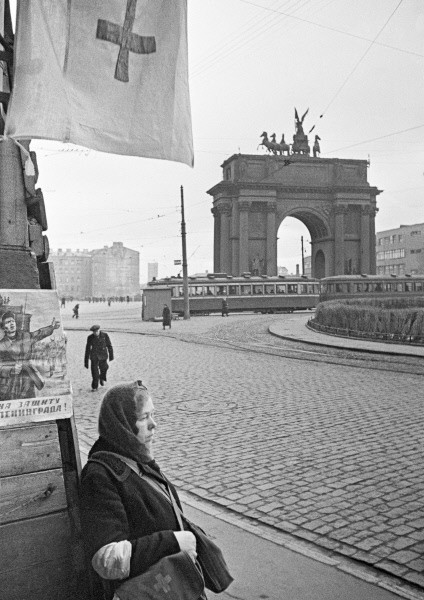
Санитарный пост у Нарвских ворот в Ленинграде. Осень 1941 года.

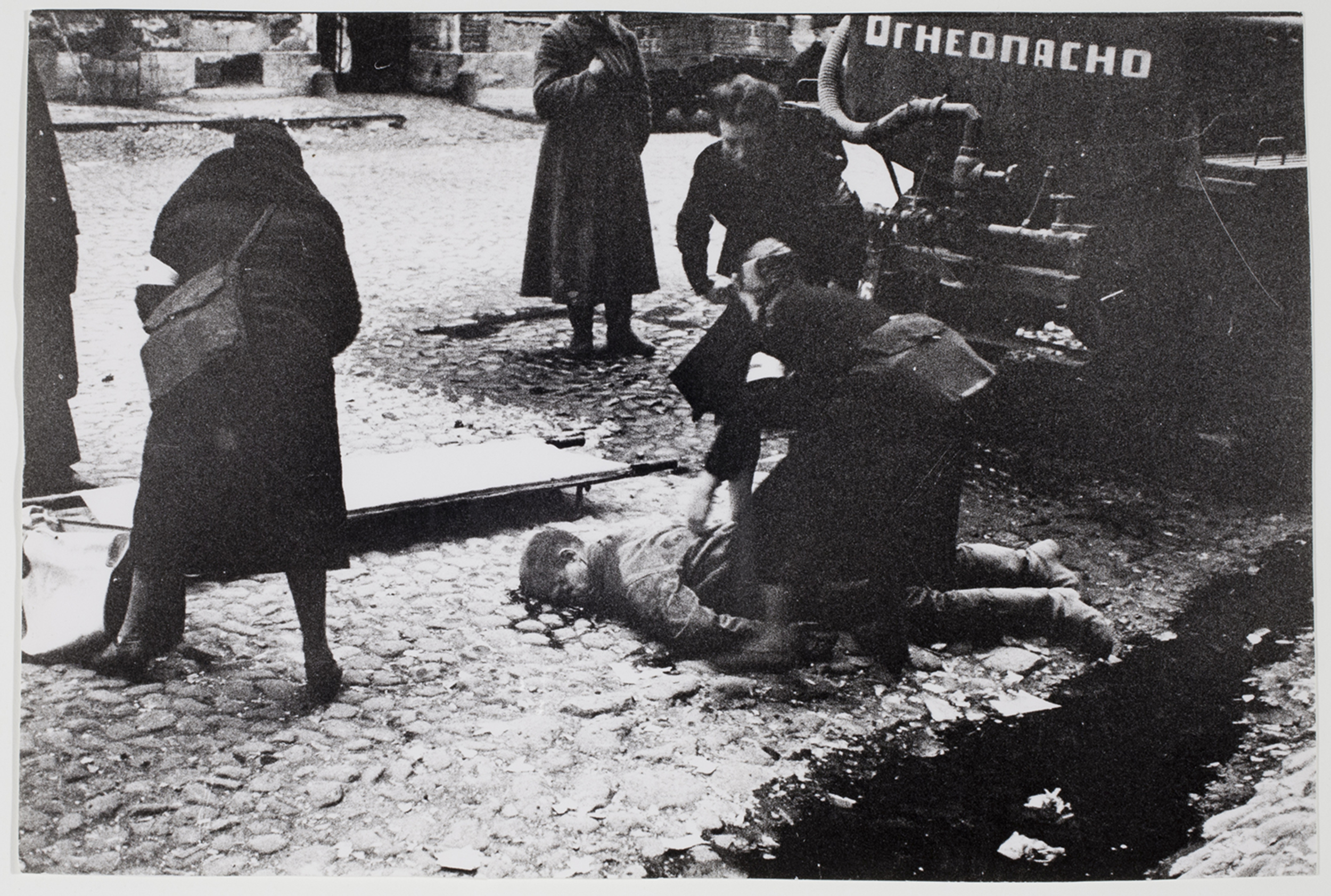
После артобстрела. 10 сентября 1941 года.

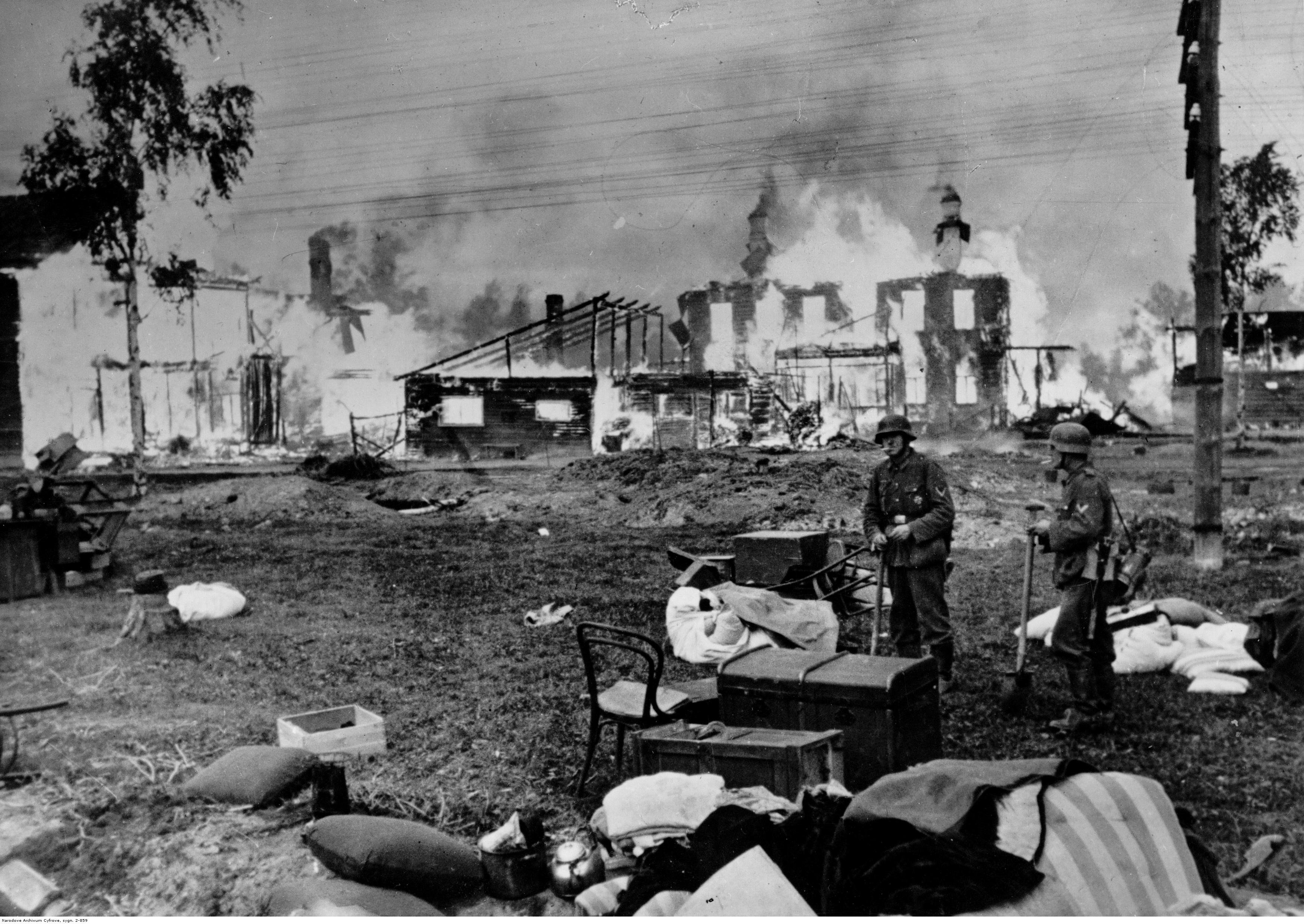
Немецкие войска в окрестностях Ленинграда. Сентябрь 1941.

К августу 1941 года из города с населением 2,4 млн человек было эвакуировано менее 640 тысяч человек (включая 103 тысячи жителей Прибалтики) — вместо запланированных 1600 тысяч. Осенью 1942 года многие эвакуированные возвращались в город, так как фронт приближался к местам эвакуации. Осенью 1942 года эвакуация остановилась, а затем возобновилась, когда Ладожское озеро покрылось льдом.
Всего с 1941 года до 17 декабря 1943 года из осаждённого города было вывезено 1 млн 763 тысяч 129 человек, включая прибывших в Ленинград жителей из области и республик Прибалтики. За зимний период по льду Ладожского озера было вывезено 33 с небольшим тысячи, в основном, детей, стариков и женщин.
Эвакуация по железной дороге продолжалась до ноября 1941 года. Весной Ладожский железнодорожный узел срочно реконструировали, вместо четырёх путей на станции Ладожское озеро было построено более двадцати. За время эвакуации посредством железнодорожного транспорта из города было отправлено более 280 эшелонов, вывезено свыше 90 крупных предприятий, эвакуировано более 770 тысяч человек. С Финляндского вокзала отправились в другие города страны свыше миллиона ленинградцев, жителей области и прибалтийских республик.

## Дорога жизни
Осенью и зимой, в тяжёлый и сложный период в жизни города, резко сократились масштабы эвакуации. По Ладожскому озеру осенью по воде было переправлено 104711 человек, из них ленинградцев — 36783. Массовая эвакуация началась зимой, по крепкому льду. До Ладожского озера люди отправлялись на поездах (до ст. Борисова Грива), затем на автомобильном транспорте до восточного берега, где располагались эвакопункты — в Жихарево, Лаврово, Кобона, а затем вновь на поездах вглубь страны. В январе 1942 года было перевезено всего 11 тысяч человек, в феврале уже около 117,5 тысяч; в марте — около 222 тысяч; всего до 15 апреля эвакуировали 554186 человек. Впоследствии из города увозили детей из детских домов, больных и раненых. После февраля 1943 года поезда вновь стали основным транспортом.

## Эвакопункты Ленинграда
В начале эвакуации для жителей города был создан всего один городской эвакопункт, в котором, в основном, регистрировали всех желающих покинуть город. В период осенней массовой эвакуации было создано семь эвакопунктов на вокзалах — Балтийском, Московском, Витебском и Финляндском; на станциях Кушелевка и Московская сортировочная; в Ленинградском порту. Затем эвакуационные пункты разместились в районных исполкомах. Прибывающие из Карело-Финской ССР, Ленинградской области, Прибалтики и прифронтовой полосы до момента эвакуации жили в пустующих школах и общежитиях.

## География расселения
Школы, сады и ясли эвакуировались в Новосибирскую область, Удмуртию, Башкирию и Казахстан, в Кировскую, Ярославскую, Свердловскую, Вологодскую, Пермскую, Омскую и Актюбинскую области; предприятия и заводы отправлялись на Урал и в Сибирь; учебные заведения ехали в Саратов, Кыштым, Ташкент и другие города; в Пермь, Киров, города Средней Азии уезжали филармонии, студия «Ленфильм», театры и консерватории. В списке, куда отправлялись люди и организации, было более 50 городов и областей.

## Итоги эвакуации
В апреле 1943 года были подведены итоги эвакуации:
- с 29 июня 1941 года по 1 апреля 1943 года было эвакуировано 1743129 человек, в том числе 1448338 ленинградцев.
- 147291 жителей области.
- 147500 жителей прибалтийских республик.
- С 1 апреля по 17 декабря 1943 года — около 20 тыс.

27 января произошёл окончательный прорыв блокады, 4 декабря 1943 г. комиссия по эвакуации была упразднена.
В настоящее время вновь задаются вопросы на страницах электронных изданий (статья «Вопросы о блокаде Ленинграда», «Ведомости»): нужно ли было защищать город и не лучше ли было сдать его врагу, так как это могло сохранить жизни людей? На этот вопрос красноречиво отвечает директива Адольфа Гитлера: город подлежал уничтожению, а его жители — геноциду. Планировалось «разрушить Ленинград при помощи артиллерии и самолётов, чтобы стереть его с лица земли».